# Setostylus abdominalis
Setostylus abdominalis är en tvåvingeart som först beskrevs av Mitsuhiro Sasakawa och Tamu 1961.  Setostylus abdominalis ingår i släktet Setostylus och familjen platthornsmyggor. Inga underarter finns listade i Catalogue of Life.